# Callistopteris apiifolia
Callistopteris apiifolia är en hinnbräkenväxtart som först beskrevs av Presl, och fick sitt nu gällande namn av Edwin Bingham Copeland. Callistopteris apiifolia ingår i släktet Callistopteris och familjen Hymenophyllaceae. Inga underarter finns listade.